# Santa Maria da Feira (Beja)
Pour les articles homonymes, voir Santa Maria da Feira (homonymie).
Santa Maria da Feira, officiellement Beja (Santa Maria da Feira), est une ancienne paroisse civile portugaise (en portugais : freguesia) de la municipalité de Beja dans le district du même nom en Alentejo.
Son territoire correspond à une partie du centre historique de Beja et au nord de la ville.
La loi no 11-A/2013 du 28 janvier 2013, portant réorganisation administrative du territoire des freguesias, fusionne Beja (Santa Maria da Feira) avec la paroisse voisine de Beja (Salvador) pour former l’União das freguesias de Beja (Salvador e Santa Maria da Feira), dont le siège est à Salvador.